# ERTMS Regional
ERTMS Regional er en simplificeret og billig udgave af European Rail Traffic Management System egnet til togkontrolsystem på jernbanelinjer med lav trafikmængde. 
ERTMS Regional er beregnet til at mindske mængden af nødvendigt togkontrolsystemudstyr til linje og tog, hvilket reducerer udgiften, øger driftssikkerheden og sikkerheden for togarbejdere.

Al kommunikation mellem ERTMS Regional sporudstyr og toget foregår med GSM-R.

## Historie
ERTMS Regional projektet blev startet i slutningen af 1990'erne under navnet ETCS LC (Low Cost). I de senere år er dets udvikling fremskyndet af Banverket i samarbejde med UIC-organisationen.
Standardiseringen nåede et punkt i 2009 hvor Banverket bestilte en pilotbanelinje med udstyr på Västerdalbanan mellem Malung og Repbäcken i Sverige. ERTMS Regional er også under overvejelse i Danmark.